# Synyster Gates
Brian Elwin Haner Jr. (7. srpnja 1981.), poznat po umjetničkom imenu Synyster Gates, ili samo Syn, američki glazbenik, solo gitarist američkoga metal sastava Avenged Sevenfold (A7X). 

## Raniji život
Brian je pohađao Mayfair High School u Lakewoodu, kasnije se premjestio i maturirao u Fountan Valley High School, u Kaliforniji. 
Studirao je na glazbenom institutu u Hollywoodu, na odsjeku Guitar institute of Technologies, baziravši se na jazz gitaru. Nakon približno šest mjeseci ondje, primio je telefonski poziv od The Reva, koji ga je pitao da se priključi sastavu Avenged Sevenfold kao solo gitarist. Synyster se radije pridružio sastavu nego nastavio studij, te je počeo raditi kao studijski glazbenik. Od toga dana sve što je naučio o sviranju gitare, učio je sam, gledajući glazbene spotove i čitajući knjige. Njegov otac, Brian Haner Sr., je također gitarist i studijski glazbenik. 

## Avenged Sevenfold
Gates se pridružio sastavu kada je imao osamnaest godina, krajem 1999., baš prije snimanja prvog studijskog albuma sastava, "Sounding the seven Trumpet". Sudjelovao je u snimanju pjesme "Warmness on the soul" i na reizdanju prvoga albuma. Postao je i službeno solo gitarist Avenged Sevenfolda. Nakon "Sounding the Seven Trumpet", sastav je izdao pet studijskih albuma: "Waking the Fallen", "City of Evil", "Avenged Sevenfold", "Nightmare", "Hail To The King" i DVD/CD "Live in LBC" i "Diamonds in the Rough". Na DVD-u Avenged Sevenfolda pod nazivom "All Excess", Gates priznaje kako je njegovo ime nastalo u pijanoj vožnji kroz park s The Revom. Synyster ima brojne nagrade, uključujući nagradu magazina Metal Hammer "Young Shredder", 2006. godine, kao i nagradu magazina Total Guitar za gitarista godine, isto 2006. 
U magazinu Revolver, izišlo je posebno izdanje o Avenged Sevenfoldu, istoga dana kada je izišao i album "Nightmare". Gates je tada rekao kako je u početku počeo pisati pjesmu "So Far Away" u čast svoga djeda, a kasnije je postala posveta upravo njegovom rano preminulom kolegi iz sastava, The Revu. 20. travnja 2011. Gates je osvojio nagradu Revolver Golden God, za najboljeg gitarista zajedno s kolegom iz sastava, Zackyem Vengeanceom. Avenged Sevenfold je osvojio brojne druge nagrade i nastupili su kao glavni izvođači večeri.
23. travnja 2014. ponovno je osvojio Revolver Golden God nagradu zajedno s kolegom iz sastava, Zacky Vengeancom, za najboljeg gitarista.

## Pinkly Smooth
Haner je, zajedno s The Revom, svirao u metal benu "Pinkly Smooth". Osnovan u ljeto 2001.u Huntington Beachu, Kaliforniji, sastav je svirao s bivšim članovima Ballistica, Buckom Silverspurom na bass gitari i D-Rockom na bubnjevima. Sastav je izdao jedan album "Unfortunate Snort", čiji su zvukovi uglavnom pripadali punku i avant-gardeu. Postojale su spekulacije da će Pinkly Smooth izdati novi album, ali zbog The Revove smrti, malo je vjerojatno da će izdati bilo kakav materijal. Kako bilo, Synyster Gates je rekao kako će razmisliti o obradi pjesama s Unfortunate Snort i ponovno izdati album.  

## Gostujuća pojavljivanja
- Bleeding Through "Savior, Saint, Salvation," pjesma
- Good Charlotte "The River" pjesma i glazbeni video (s M. Shadowsom)
- Burn Halo "Dirty Little Girl" pjesma i glazbeni video
- Burn Halo "Anejo" pjesma
- Brian Haner "Blow-Up Doll" pjesma i glazbeni video
- On i njegov otac su napisali i snimili PIE pjesmu za The Jeff Dunham Show.